# Stethophyma grossum
Espèce
Synonymes
- Gryllus grossus Linnaeus, 1758
- Acrydium rubripes De Geer, 1773
- Gryllus flavipes Gmelin, 1790
- Gryllus germanicus  Stoll, 1813

Stethophyma grossum, le criquet ensanglanté, est une espèce d'insectes orthoptères de la famille des Acrididae.

## Distribution
Cette espèce se rencontre en Europe et en Asie.
En France, disséminée dans presque tous les départements, elle est absente de Corse, elle reste localisée et généralement peu abondante, elle n'a plus été observée depuis longtemps dans la Gironde, le Tarn, l'Aude et le Gard.

## Habitat
Cette espèce fréquente uniquement les endroits humides : prairies hygrophiles, végétation des rives et des marais. Elle a beaucoup régressé à cause de la disparition de ses milieux naturels : drainage, assèchement, urbanisation... On peut voir les adultes de juillet à octobre.

## Description
De taille assez importante, fort variable, les mâles mesurent de 12 à 25 mm et les femelles de 26 à 39 mm. Le Criquet ensanglanté doit son nom aux marques plus ou moins rouges que la femelle peut porter, mais ces taches ne sont pas toujours présentes, ou visibles. Les mâles sont parfois ornés de jaune vif et de vert. Dans les deux sexes, les bords antérieurs inférieurs des élytres montrent une bande jaune clair à vert clair; la face inférieure des fémurs postérieurs sont rouges, les tibias postérieurs jaunâtres sont ornés d'épines noires. Le pronotum est pourvu d'un carène médiane.

## Systématique et taxinomie
Cette espèce a été décrite sous le protonyme Gryllus grossus par Linné en 1758.
C'est l'espèce-type du genre Stethophyma.
Il a également été appelé Mecostethus grossus, ce nom scientifique Mecostethus évoque son gros thorax (du grec stêthos, poitrine) tandis que grossum invoque son importance.

## Galerie

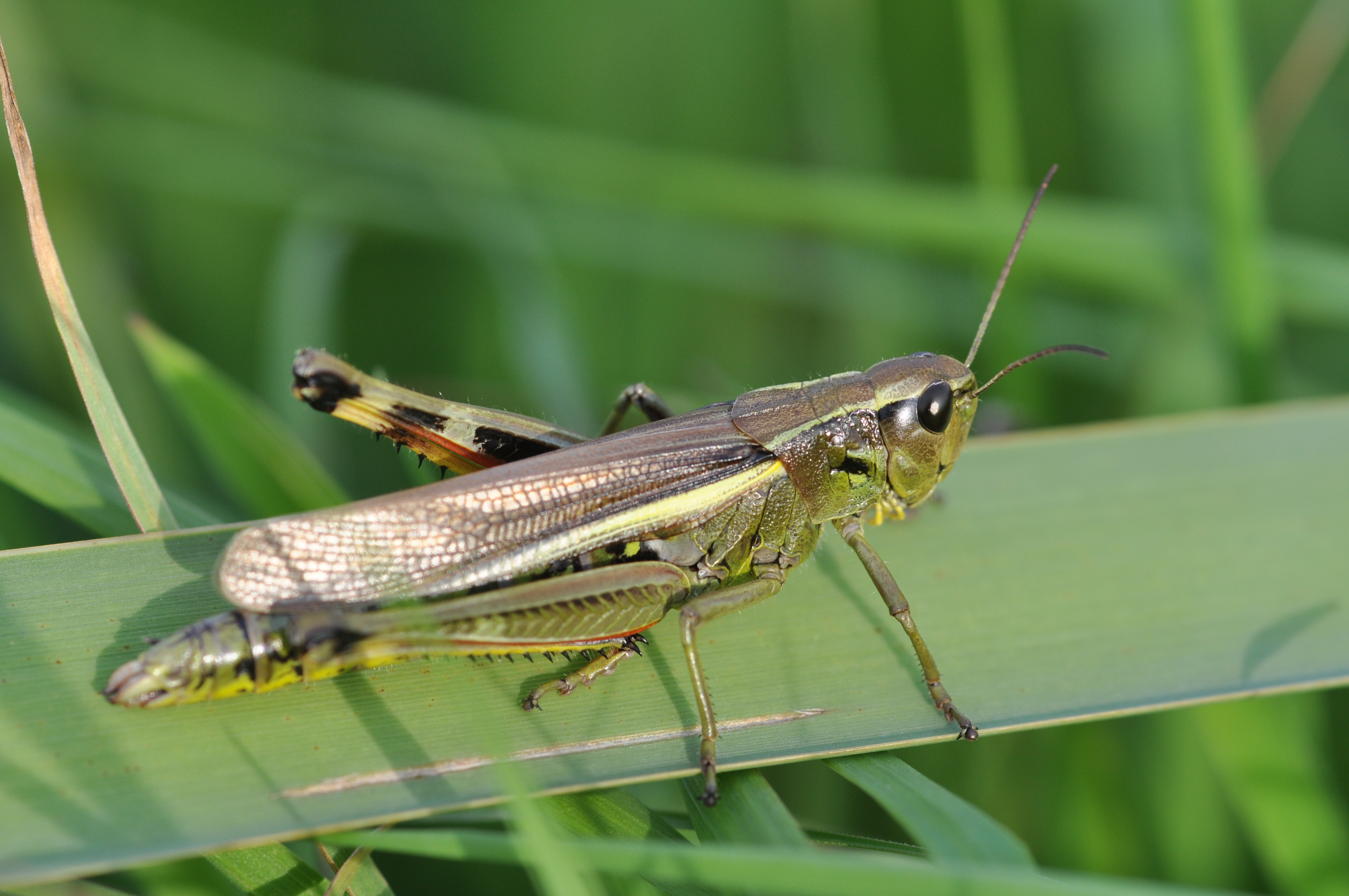
Femelle.
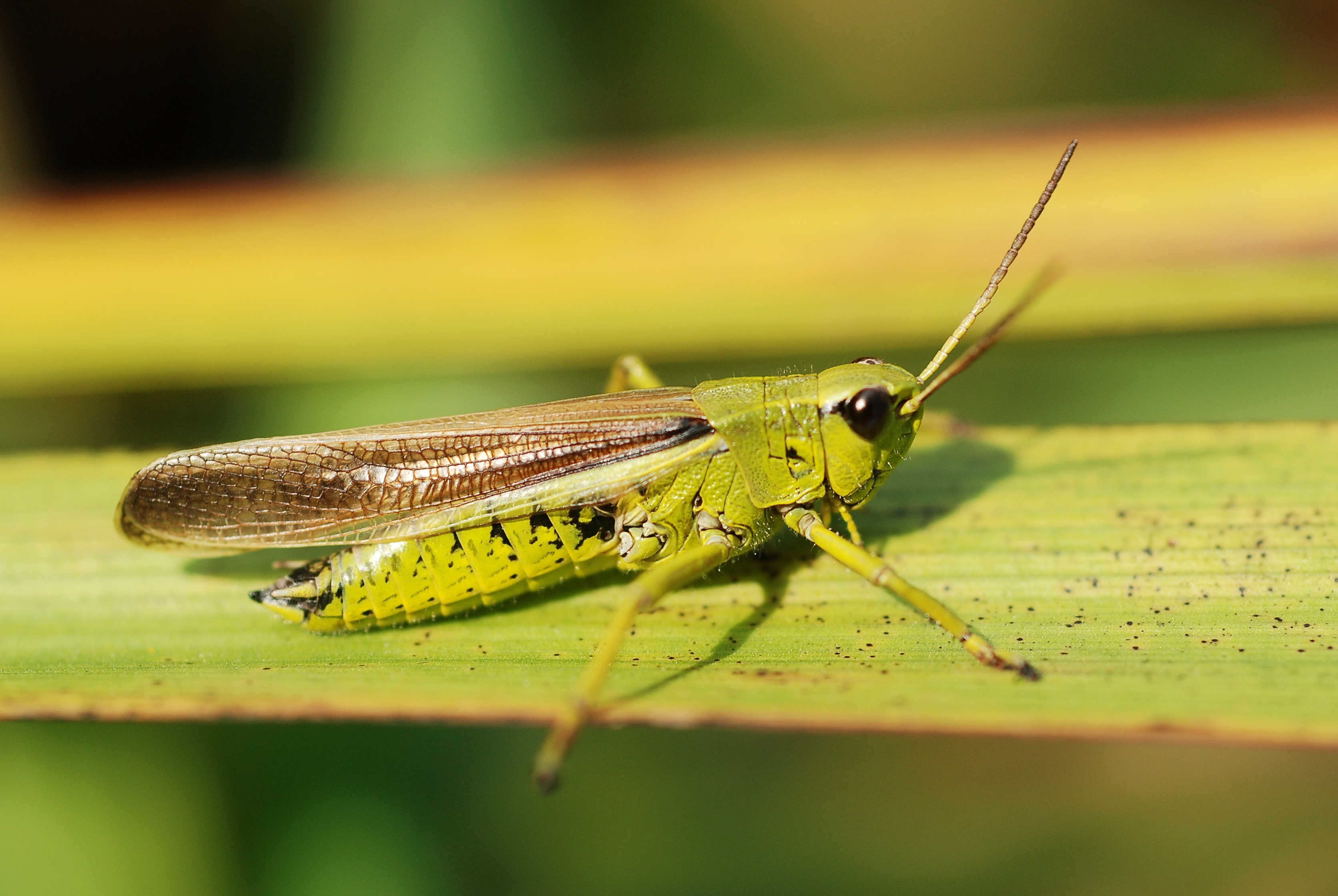
Mâle.
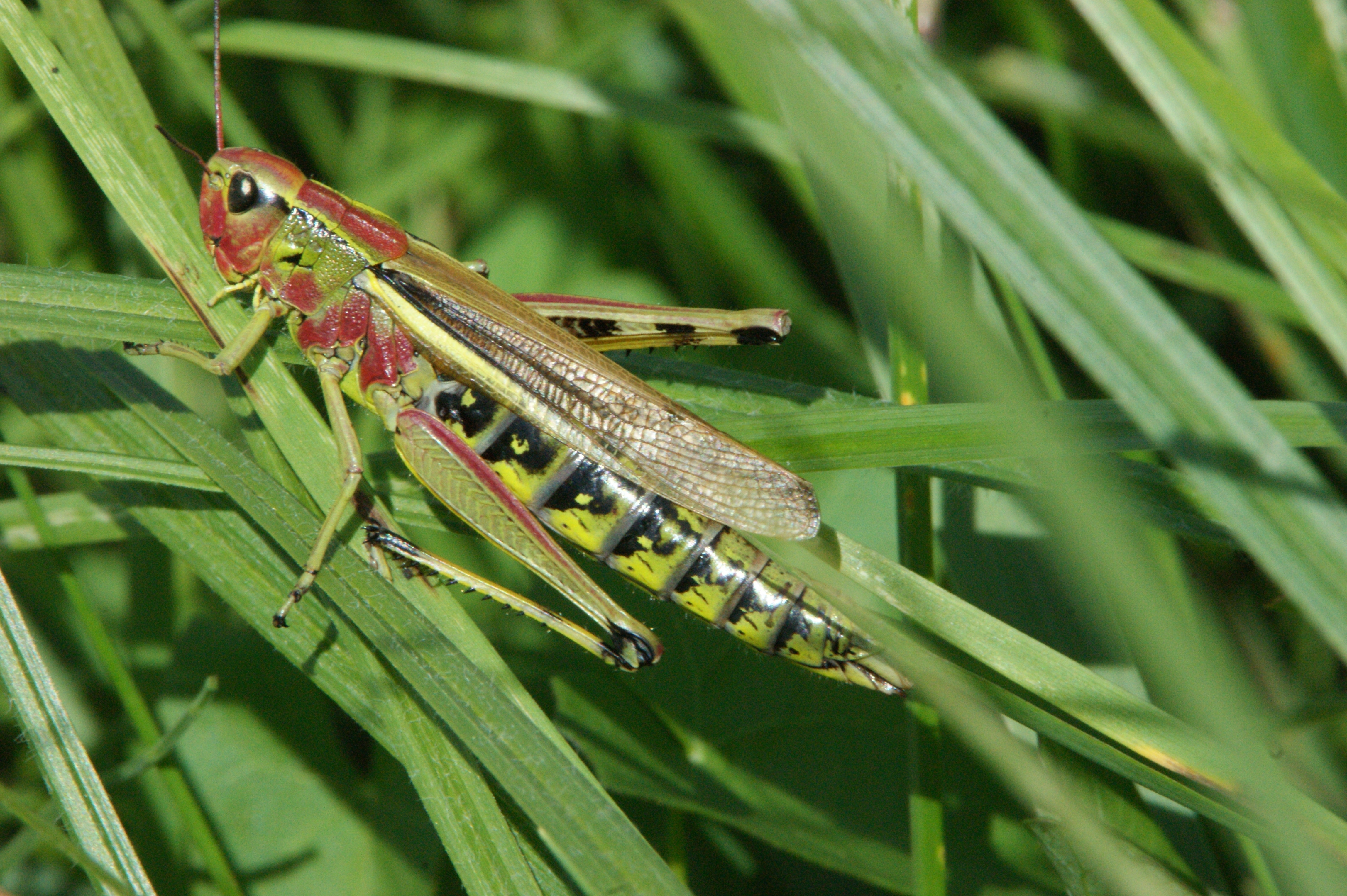
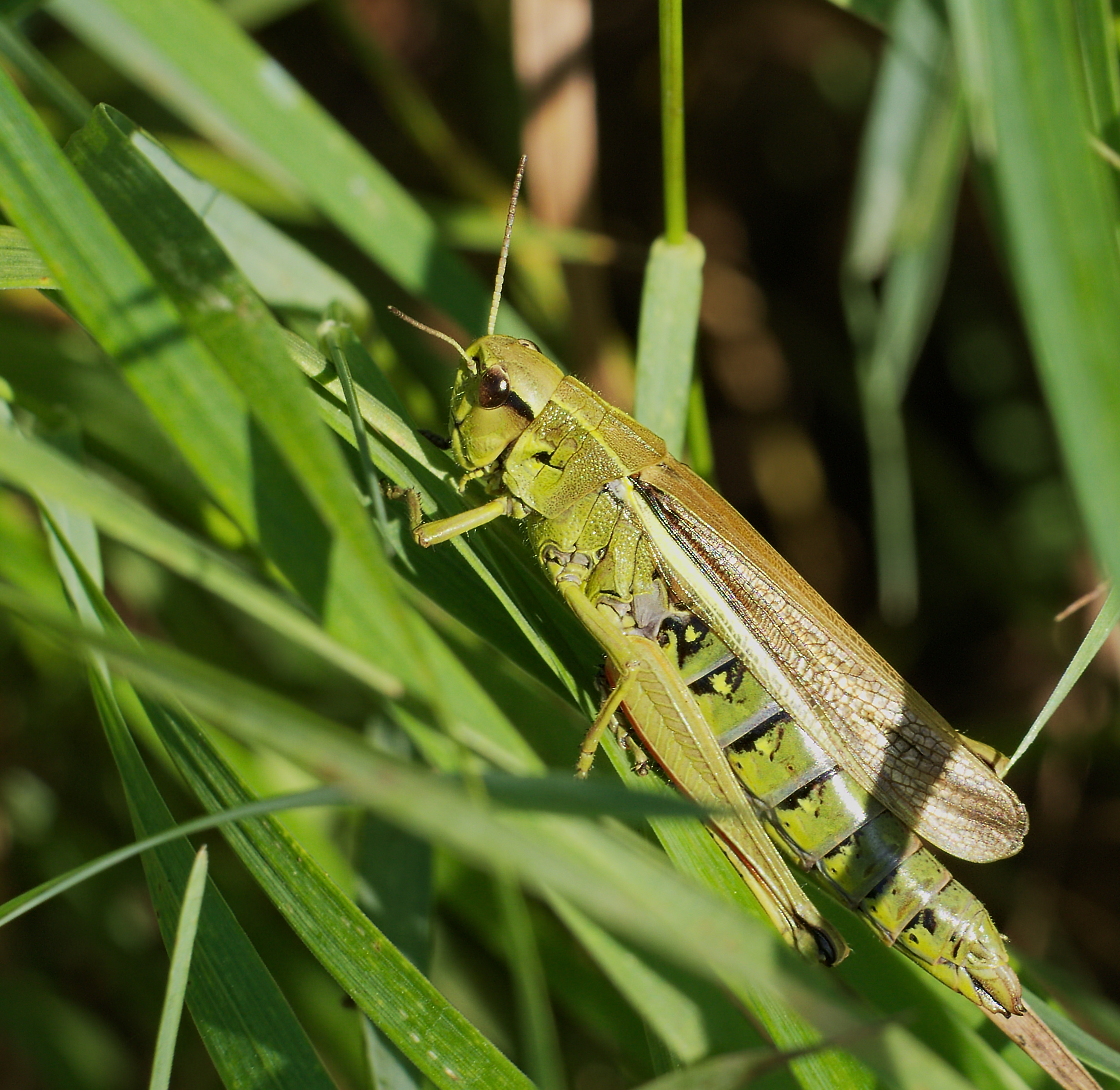
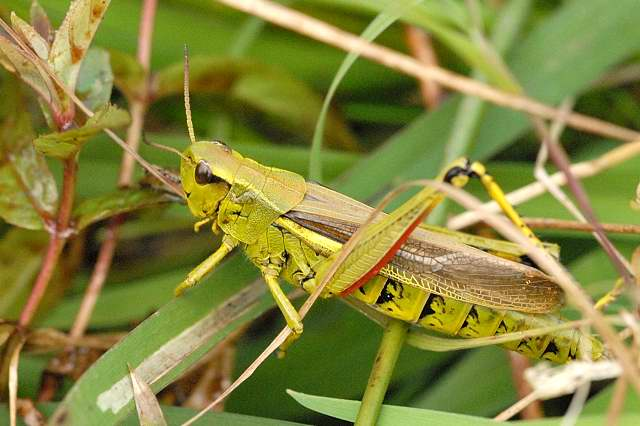
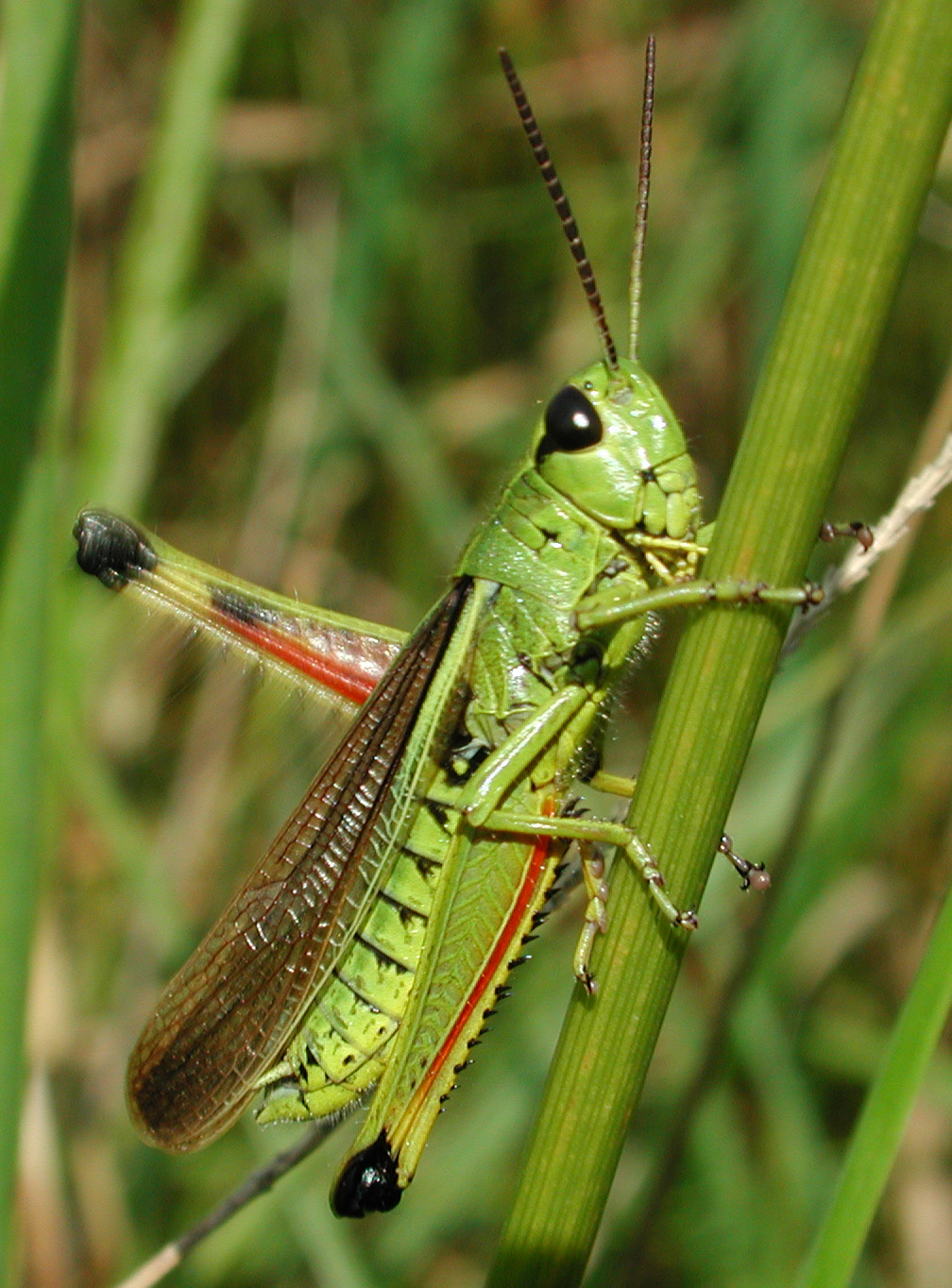
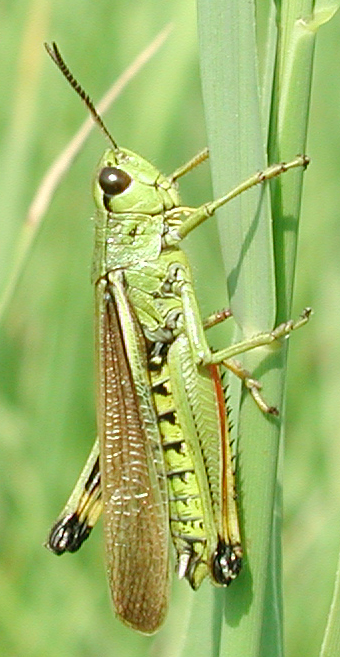

## Publication originale
- (la) Linnaeus, 1758 : Systema naturae per Regna tria naturae. dixième édition.